# Petrus Jacobus Marie Cikot
Petrus Jacobus Marie Cikot (ur. 21 sierpnia 1893 w 's-Gravenhage, zm. 4 lutego 1956 w Alkmaarze) – holenderski wojskowy i urzędnik konsularny.
Rodzicami byli - Johannes Maria Petrus Nicolaas Cikot (1868-1943) oraz Wilhelmina Emerentia Engelbertha Maria Smulders (1869-1930). Pełnił służbę  w holenderskiej marynarce wojennej, m.in. w okresie II wojny światowej w Holenderskich Indiach Wschodnich, gdzie w stopniu komandora dowodził w Bandungu lokalnymi siłami marynarki jak i Batalionem Morskim (1942). Następnie zatrudnił się w holenderskiej służbie zagranicznej, m.in. na stanowisku konsula w Gdyni (1948-1952). Pochowany 8 lutego 1956 w 's-Gravenhage.